# Каре-Дашт
Каре-Дашт (перс. قره داشت) — село в Ірані, у дегестані Чубар, у бахші Хавік, шагрестані Талеш остану Ґілян. За даними перепису 2006 року, його населення становило 86 осіб, що проживали у складі 21 сім'ї.